# Feuchthaltemittel
Feuchthaltemittel sind Lebensmittelzusatzstoffe, die in der Europäischen Union zugelassen sind, um das Austrocknen von Lebensmitteln zu verhindern. Sie werden ebenfalls im kosmetischen Bereich eingesetzt.

## Eigenschaften
Feuchthaltemittel verhindern das Austrocknen, indem sie bei der Herstellung zugesetztes Wasser binden (d. h. ein Verdunsten verhindern) oder bei der Lagerung Luftfeuchtigkeit an sich ziehen. Indem sie das Hartwerden der fertigen Lebensmittel verhindern, wirken sie dabei als Weichmacher. In Süßwaren wirken sie dem Auskristallisieren des Zuckers entgegen.

## Kosmetik

### Hautpflege
In der Hautpflege spielen Feuchthaltemittel, wie Glycerin, Sorbit, 1,2-Propylenglycol, Xylit oder andere Polyalkohole, eine wichtige Rolle.

### Zahnpflege
Feuchthaltemittel werden der Zahnpaste zugesetzt, um das Austrocknen zu verhindern und die Konsistenz zu bewahren, damit die Paste auch nach längerer Lagerung geschmeidig bleibt und nicht verkrustet. Sorbit hat zudem eine kariesvorbeugende Wirkung, da den Bakterien im Mundraum der Zucker entzogen wird und somit weniger von der Zahnschmelz angreifende Milchsäure gebildet wird.

## Lebensmittelzusatzstoffe

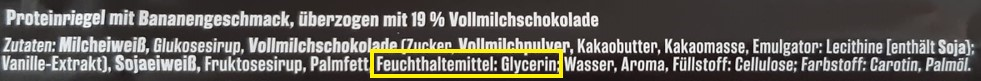
Zutatenliste: Inhaltsstoffangabe eines Feuchthaltemittel ohne Angabe der E-Nummer

Beispiele für Feuchthaltemittel sind:
- E 420 Sorbit
- E 422 Glycerin
- E 965 Maltitol

- E 1103 Invertase
- E 1200 Polydextrose

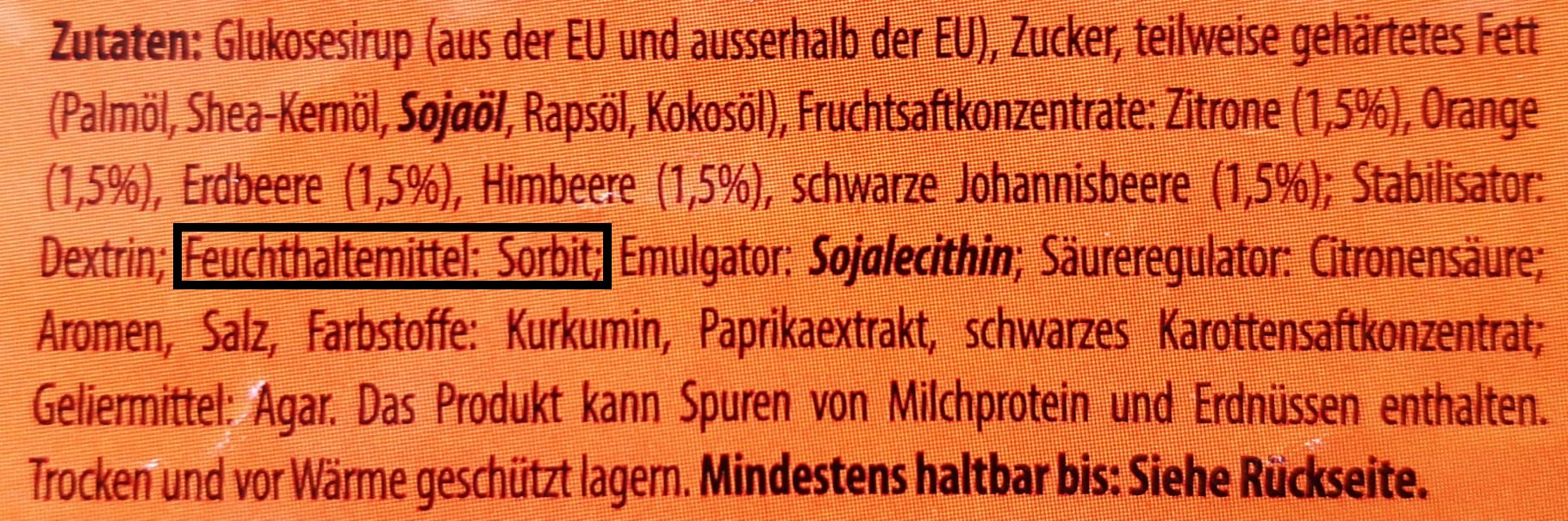
Zutatenliste: Inhaltsstoffangabe eines Feuchthaltemittel ohne Angabe der E-Nummer

Feuchthaltemittel werden hauptsächlich für Süßwaren, Backwaren und Fleischerzeugnisse verwendet. Sie finden aber auch Anwendung bei der Produktion von Desserts, Speiseeis, Saucen sowie Gelee, Konfitüre und Schokoladenerzeugnissen.

## Rechtliche Situation
In der Europäischen Union sind die Lebensmittelzusatzstoffe gemäß Anhang II der Verordnung (EG) Nr. 1333/2008 (Stand August 2021) sowie in der Schweiz, gemäß der Zusatzstoffverordnung (ZuV) (Stand: Juli 2020) aufgelistet. Feuchthaltemittel werden als diese mit der Angabe der Stoffbezeichnung oder der zugehörigen E-Nummer deklariert.

## Gesundheitliche Risiken
Einige Feuchthaltemittel können bei übermäßigen Verzehr zu Durchfall und Blähungen führen.

## Beispiele
Beispiele für eingesetzte Feuchthaltemittel sind:
- 1,2-Propandiol[9]
- Aloe-Vera-Gel[10]
- Triacetin[11]
- Honig[12]
- Lithiumchlorid[13]
- Melasse[14]
- Quillajaextrakt[13]
- Harnstoff[10]
- Lactone[13]
- Sorbit[9]
- Glycerin[9]
- Glycole[9]
- Lactate[15]
- Invertase[15]